# Jon-Hermann Hegg
Jon-Hermann Hegg (* 26. März 1999 in Dingle, Irland) ist ein norwegischer Sportschütze. Er ist mehrfacher Welt- und Europameister mit dem Luft- und Kleinkalibergewehr.

## Werdegang
Jon-Hermann Hegg wurde in Dingle, Irland, geboren.
Seine erste internationale Medaille konnte Hegg bei den Schieß-Juniorenweltmeisterschaften 2017 in Suhl gewinnen, als er in der Disziplin 50 m Kleinkaliber liegend Team den ersten Platz mit Henrik Larsen und Benjamin Tingsrud Karlsen belegte. Nur einen Monat später holte das Trio Silber in der gleichen Disziplin bei den Schieß-Europameisterschaften in Baku.
2018 gelang Hegg die Verteidigung ihres Trio-Titels bei den Schieß-Weltmeisterschaften in Changwon, wobei Henrik Larsen durch Vegard Nordhagen ersetzt worden war.
2019 holte sich Hegg seine erste internationale Goldmedaille als Senior (über 21), als er bei den Schieß-Europameisterschaften 2019 in Bologna mit Simon Claussen und Henrik Larsen den 50 m KK Dreistellungskampf Team-Wettkampf gewann. Des Weiteren holte er sich eine Bronzemedaille im 50 m KK Dreistellungskampf-Einzelwettbewerb.
2020 konnte sich Hegg für die Olympischen Spiele qualifizieren. In Tokio wurde er im 10 m Luftgewehr Mixed Schießen mit seiner Landsfrau Jenny Stene Neunte. Im 10 m Luftgewehr-Einzelwettbewerb belegte er mit 625,5 Ringen den 22. Platz. In seinem dritten Start bei Olympia im Kleinkalibergewehr Dreistellungskampf verpasste er die Bronzemedaille um 0,8 Ringe und wurde Vierter.
2022 erreichte er bei den Schieß-Europameisterschaften 25/50 Meter 2022 mit Jeanette Hegg Duestad das Mixed-Finale des 50-m-KK-Dreistellungskampfes, in dem die beiden den ersten Platz belegten.
Seinen ersten Weltmeisterschaftstitel gewann Hegg 2022 in Kairo bei den Schieß-Weltmeisterschaften, als er – erneut mit Simon Claussen und Henrik Larsen – den ersten Platz belegte. Sein zweiter WM-Titel folgte bereits 2023, als er mit der Mannschaft erneut triumphierte.
Hegg konnte sich für die Europaspiele 2023 in Krakau qualifizieren. Beim 50 m KK Dreistellungskampf Team-Wettkampf erreichte er mit seinen Landsmännern in der Qualifikation den zweiten Platz, im Medaillen-Match reichte es anschließend zum 12. Platz.
2024 qualifizierte sich Jon-Hermann Hegg erneut für die Olympische Sommerspiele. In Paris startete er unter anderem im 10 m Luftgewehr Mixed-Wettbewerb mit Jeanette Hegg Duestad, in dem sie mit 0,1 Ringen Rückstand hinter Anna Janßen und Maximilian Ulbrich den 5. Platz belegten. Im 10 m Luftgewehr-Einzelwettbewerb verfehlte er um 0,3 Ringe das Finale und wurde Neunter. Beim Kleinkalibergewehr Dreistellungskampf erzielte er mit einem 9,9-Ringe-Schuss den vierten Platz und wurde Fünfter.
Weitere Goldmedaillen folgten bei den Schieß-Europameisterschaften 10 Meter 2024 in Győr (10 m Luftgewehr Team) und bei den Schieß-Europameisterschaften 10 Meter 2025 in Osijek (10 m Luftgewehr Trio). Eine weitere Gold- und Silbermedaille folgten beim ISSF World Cup 2025 jeweils in München und Lima. Bei seinem Sieg in München profitierte er beim letzten Schuss von einem 7,5-Ring-Treffer seines Konkurrenten Ilia Marsow, der zuvor noch um 0,7 Ringe geführt hatte. Nur einen Tag nach seinem Münchner Golderfolg stand er erneut im Duell um Gold mit Ilia Marsow beim 10-m-Luftgewehr-Schießen. Dieses Mal hatte Marsow die Nase vorn und gewann mit 0,3 Ringen Vorsprung und verwies Hegg auf den zweiten Platz. Wenige Tage später fügte Hegg noch eine Bronzemedaille im Mixed-Schießen mit Jeanette Hegg Duestad seiner erfolgreichen München-Teilnahme hinzu.